# Marblee
Marblee är en klan i Liberia.   Den ligger i regionen Grand Bassa County, i den centrala delen av landet, 100 km öster om huvudstaden Monrovia.